# Ministarstvo državne sigurnosti (Kina)
Ministarstvo državne sigurnosti (kin.: 中华人民共和国国家安全部, Zhōnghuá rénmín gònghéguó guójiā ānquán bù) je ministarstvo Narodne Republike Kine koje djeluje kao obavještajna i sigurnosna služba Kine. Poznato je i pod engleskim nazivom Ministry of State Security (MSS). Ministarstvo državne sigurnosti je osnovano 1983. godine. Zaduženo je za obavještajno djelovanje u stranim državama, protuobavještajno djelovanje, domovinsku sigurnost i političku kontrolu i nadzor. Sjedište ministarstva je u Pekingu.

## Misija
Prema Liu Fuzhiju, glavnom tajniku Povjerenstva za politiku i pravo pri Središnjem odboru Komunističke partije Kine i ministru javne sigurnosti, misija MSS-a je osigurati "sigurnost države putem učinkovitih mjera protiv neprijateljskih agenta, špijuna i kontrarevolucionarnih aktivnosti s ciljem da sabotiraju ili zbace kineski socijalistički sustav. "

## Povijest
Ministarstvo državne sigurnosti prema procjenama ima više od 100 000 obavještajnih djelatnika, najmanje 50 000 u Kini, a najmanje 40 000 u inozemstvu.
Procjenjuje se da Ministarstvo državne sigurnosti ima preko 25 000 obavještajnih časnika i 15 000 unovačenih špijuna unutar Sjedinjenih Američkih Država.

## Ministri
| Ministar     | Razdoblje     |
| ------------ | ------------- |
| Ling Yun     | 1983. – 1985. |
| Jia Chunwang | 1985. – 1998. |
| Xu Yongyue   | 1998. – 2007. |
| Hui Huichang | 2007. – 2016. |
| Chen Wenqing | 2016. -       |

## Unutarnje poveznice
- CIA
- Mossad
- SOA

## Vanjske poveznice
- Službena stranica Ministarstva državne sigurnosti  Arhivirana inačica izvorne stranice od 9. veljače 2019. (Wayback Machine)